# Garnier de Traînel
Garnier de Traînel o Garnier de Traisnel (... – Costantinopoli, 14 aprile 1205) è stato un vescovo cattolico francese.
Ha partecipato alla quarta crociata (1202–1204) e alla fondazione dell'Impero latino di Costantinopoli.

## Biografia
Garnier proveniva dalla famiglia nobile Traînel della Champagne, che comprendeva molti uomini della Chiesa.
Figlio minore di Garnier I, signore di Pont-sur-Seine e Traînel, Garnier era molto vecchio quando divenne vescovo. Suo zio, Milon de Pont, era stato in precedenza vescovo di Troyes dal 1083 al 1121, i suoi fratelli maggiori, sono riportati nei documenti: Garnerius de Traînel donò delle terre per creare l'Abbazia di Notre Dame de Longpont con atto datato 1105 e Ponce II, è riportato in un documento del 1104.
Grande amante delle reliquie, avrebbe lasciato in eredità alla cattedrale di Troyes un tesoro, parti della vera croce di Gesù, e una coppa usata per l'ultima cena, che la leggenda dice fosse il Santo Graal. Dopo la sua morte gli succedette il vescovo Hervé. Va notato che il suo successore Guichard, intorno al 1290 nella diocesi di Troyes, fece esporre il lenzuolo che copriva il corpo di Cristo, che potrebbe essere la prima manifestazione della Sindone di Lirey (passata a Chambéry e in seguito a Torino).
Un fonte della fine del XIII secolo parla di una copia del Graal a Costantinopoli. La testimonianza si trova nel romanzo tedesco del XIII secolo Titurel il giovane. Questo Graal sarebbe stato trafugato dalla chiesa del Boucoleon durante la quarta crociata e portata da Costantinopoli a Troyes da Garnier de Trainel, decimo vescovo di Troyes, nel 1204. Viene ricordato lì ancora nel 1610, ma sarebbe scomparso durante la Rivoluzione francese.
Garnier è raffigurato su una finestra di vetro colorato nel triforio della cattedrale di Troyes insieme al suo successore, il vescovo Hervé, risalente agli anni 1235.
Il 9 maggio 1204, fu uno degli eletti dell'imperatore nel creare l'Impero latino.
Morì a Costantinopoli il giorno della battaglia di Adrianopoli, 14 aprile 1205.
Nella cronaca di Robert de Clari, "La conquista di Costantinopoli" viene chiamata "Vescovo Warnier de Troyes".

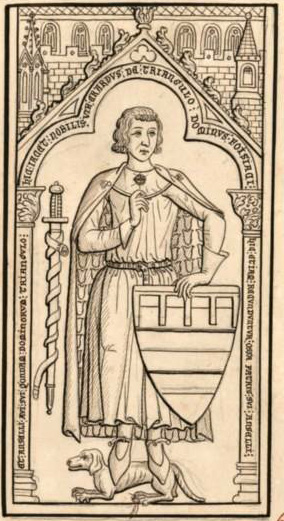
Erardus de Trainel.
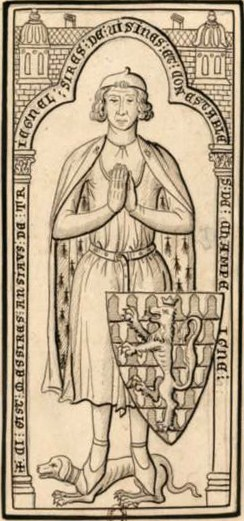
Cavaliere de Trainel.
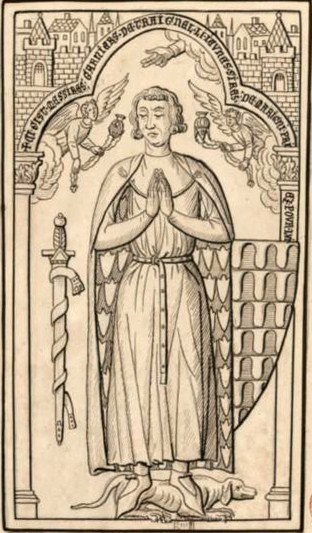
Garnier de Traignel abbazia di Vauluisant